# Bitwa pod Wigan Lane
Bitwa pod Wigan Lane – starcie zbrojne, które miało miejsce 25 sierpnia 1651 podczas angielskiej wojny domowej (1642–1651).
Bitwa została stoczona między armią Rojalistów dowodzoną przez hrabiego Derby z wojskami Armii Nowego Typu (New Model Army) pod wodzą pułkownika Lilburne'a. Rojaliści zostali pobici, tracąc blisko połowę swoich oficerów i żołnierzy.